# Sergio Alapont
Sergio Alapont (Benicàssim, ...) è un direttore d'orchestra spagnolo.

## Biografia
Alapont ha studiato a Valencia, Madrid e Monaco prima di seguire corsi di perfezionamento nella direzione d’orchestra con Jorma Panula al Royal College of Music di Stoccolma, Helmuth Rilling a Stoccarda, Masaaki Suzuki (Bach Collegium Japan), oltre alla Scuola Superiore di Musica di Pescara con Donato Renzetti, Semyon Bychkov ed Antonio Pappano. Nel 2005 risulta vincitore del Concorso Internazionale per direttori d’orchestra di Granada.
Egli è Direttore artistico e Direttore principale dell’Orquesta Sinfónica de Castellón e Direttore musicale del Festival Lirico Benicàssim Opera.
Fra i festival cui ha collaborato, si citano: San Sebastián nel 2005, Lipsia nel 2006, Varna nel 2007 e MITO SettembreMusica.
Ha inciso la Sinfonia in re minore di César Franck, la Sinfonia n. 1 e la Sinfonia n. 4 di Gustav Mahler, L'uccello di fuoco di Stravinskij e la Sinfonia n. 5 di Čajkovskij per le case EGT e VERSO. Ha registrato anche per la Rai ed altre televisioni spagnole.